# Jazz Fest: A New Orleans Story
Jazz Fest: A New Orleans Story is een Amerikaanse documentaire onder regie van Frank Marshall en Ryan Suffern. De film is gebaseerd op het jaarlijkse New Orleans Jazz & Heritage Festival, meestal "Jazz Fest" genoemd. De documentaire ging in première op het filmfestival South by Southwest in Austin op 13 maart 2022. De documentaire werd op 13 mei 2022 door Sony Pictures Classics eerst in een beperkt aantal theaters uitgebracht, gevolgd door een brede release twee weken later. De documentaire kreeg over het algemeen positieve recensies en won de Grammy Award voor beste muziekfilm.

## Korte inhoud
Het New Orleans Jazz & Heritage Festival, is een jaarlijks evenement waar de lokale muziek, cultuur en erfgoed van New Orleans centraal staat. De documentaire bevat live optredens en interviews vanaf de 50e verjaardag van het festival, met artiesten als Bruce Springsteen, Gregory Porter, Katy Perry, Aaron Neville, Jimmy Buffett, Irma Thomas, Pitbull, Herbie Hancock, Samantha Fish, Al Green, Tom Jones, Gary Clark Jr. en bands als de Preservation Hall Jazz Band, The Marsalis Family, Earth, Wind & Fire, Dirty Dozen Brass Band en Mardi Gras-indianen. De film bevat ook archiefbeelden uit de afgelopen 50 jaar. 
Naast het festival kijkt de documentaire ook naar de cultuur van New Orleans. Het documenteert ook de ceremonie van 2019 (het laatste evenement voordat het twee jaar werd stopgezet vanwege de COVID-19-pandemie) met lokale muzikanten en populaire namen uit de muziekindustrie die aan het evenement deelnamen, evenals archiefbeelden van de vorige ceremonies.

## Release
Na de première in Austin werd de film op 27 mei in de bioscopen gebracht. Op 26 juli 2022 volgde de versie digitaal in standaarddefinitie, high definition en UHD, gevolgd door de Ultra HD Blu-ray-, Blu-ray- en dvd-releases op 9 augustus door Sony Pictures Home Entertainment.

## Ontvangst door de pers
Rotten Tomatoes geeft aan dat 93% van de 43 recensies positief is, met een gemiddelde beoordeling van 8,20/10. De consensus van de website luidt: "Net als de muziek die op het titelfestival wordt tentoongesteld, bevat Jazz Fest: A New Orleans Story een lange lijst met rijke, kleurrijke ingrediënten - en komt het echt tot leven op het podium." Metacritic  gaf de film een score van 78 op 100, gebaseerd op 11 recensies.